# Толока

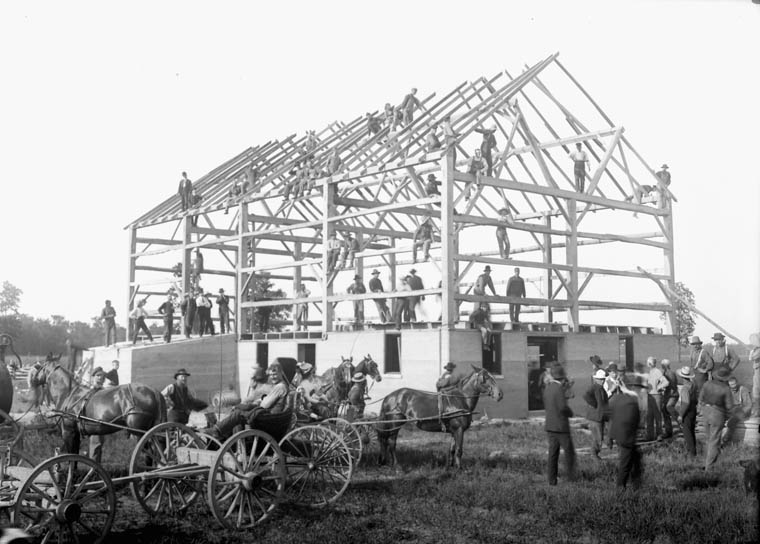
Будівництво сараю в Канаді, 1908

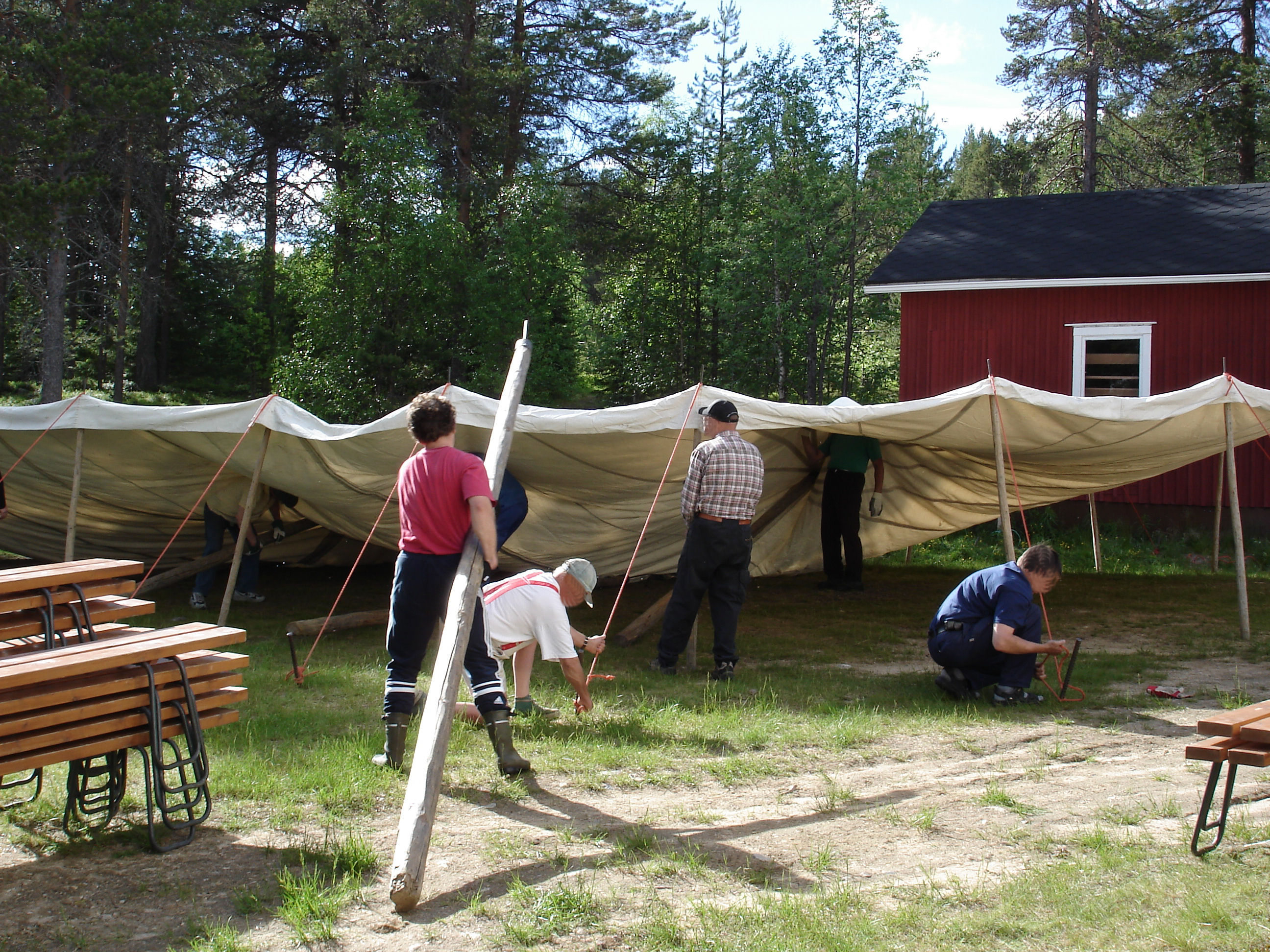
Толока в Лапландії, 2005

Толо́ка — одноразова безоплатна праця гуртом для швидкого виконання великої за обсягом роботи. За давніми звичаями толока є формою селянської взаємодопомоги, на яку скликають сусідів, родичів та товаришів. Зазвичай толока передбачає частування працівників.

## Толока в Україні
Толока є давнім українським звичаєм. Її організовували на селі для виконання термінових робіт, що вимагали значної кількості людей: збирання врожаю, вирубування лісу, спорудження будинків, спільний випас худоби тощо. Іноді толоку використовували для проведення громадських робіт (будування церков, шкіл, читалень, доріг тощо).
У толоці односельці брали участь, тобто працювали толокою (спільно, разом), добровільно й задарма, не потребуючи плати за свою працю. Зазвичай людина, на користь якої працювали, частувала робітників. Також звичною справою було звершення толоки народним гулянням;— танцями та співами.
За панщини толока застосовувалася як додаткова робоча повинність кріпаків. Як кріпацьку повинність в Російській імперії її ліквідовано в 1847—1848 роках. Як інститут звичаєвого права й добровільної взаємодопомоги толока в Україні продовжувала й навіть продовжує існувати дотепер.
Українське слово толока, як і білоруське талака та польське тлока, деякі лінгвісти вважають запозиченнями з балтійських мов (можливо, з литовської). За Фасмером толока і толочити походять від одного кореня.
Також толокою українці називали громадське пасовище.
У сучасній культурі слово толока вживається на позначення якихось громадських чи масових проєктів. Зокрема, на Першому національному каналі українського телебачення «Толокою» називається соціально-політичне ток-шоу.
На Закарпатті толокою називають землі, які нікому не належать, або є спільними тобто всього села[джерело?].

## Толока в інших країнах
Звичай толоки є спільним для слов’ян — у білорусів і поляків він називається так само: відповідно тало́ка і tłoka (таку саму назву мав білоруський язичницький дух жнив і родючості); у північних росіян — по́мочь.
Подібні до толоки звичаї спільної праці існували й існують у багатьох народів світу.
Зокрема у 18–19 століттях у Північній Америці були поширеними толоки для побудови стодол, стаєнь, корівників, амбарів та ін. під назвою «barn raising» (дослівно «зведення сараю»).
Толока також є частиною традиції Фінляндії. Саме фінське слово на позначення толоки — «talkoot» — прийшло до фінської мови з російської. Фіни використовують толоки переважно для справ будівництва.
В Норвегії також існує культура проведення толоки, там вона має назву dugnad.